# Вверх тормашками (фильм, 2001)
«Вверх тормашками» (англ. Head over Heels) — американская романтическая комедия 2001 года, снятая режиссёром Марком Уотерсом.

## Сюжет
Главная героиня — Аманда Пирс (Моника Поттер), нью-йоркский реставратор картин, плохо разбирается в мужчинах. Однажды она застаёт своего бойфренда в постели с супермоделью. Она начинает искать себе новую квартиру и в результате находит вариант снимать жилье с четырьмя моделями: Нефрит (Шалом Харлоу), Милой (Ивана Миличевич), Кэнди (Сара Мёрдок) и Холли (Томико Фрейзер).
Когда Аманда обнаруживает, что Джим Уинстон (Фредди Принц мл.), парень, который ей нравится, живет в квартире напротив, она начинает шпионить за ним. Однажды ночью Аманда видит, как Джим убивает женщину, Меган О'Брайен (Таня Райхерт), полиция не верит Аманде, потому что она является единственным свидетелем, а все улики исчезли.
Раздосадованная тем, что полиция не предпринимает никаких усилий, чтобы выяснить, что же произошло на самом деле, Аманда и ее новые подруги расследуют это дело самостоятельно. Она всячески противостоит Джиму. Мнение Аманды по поводу Джима оказывается ошибочным, так как он оказывается тайным агентом ФБР, его настоящее имя — Боб Смут, он пытался завоевать доверие подозреваемого, инсценировав смерть своей напарницы, Меган. Аманда узнает, что он расследует дело Холлорана (Джей Бразо), главаря русской мафии, который занимался контрабандой денег и для которого Аманда по заказу реставрировала одну из картин.
Позже Боб, Аманда и ее соседки по комнате попадают в плен, но убегают, когда Роксана соблазняет охранника. Аманда, Боб и модели отправляются на модный показ и снимают Струкова. ФБР награждает их специальными благодарностями за отличную службу.
Джим предлагает Аманде начать все сначала, но она отказывается, и он уходит. В конце Аманда и Боб снова случайно встречаются, и фильм заканчивается, когда он приглашает Аманду в свою новую квартиру и показывает ей вид из окон. Лиза и модели радостно прыгают вокруг, а Боб и Аманда смеются. Они целуются и задергивают шторы его квартиры.

## В ролях
- Моника Поттер — Аманда Пирс
- Фредди Принц мл. — Джим Уинстон / Боб Смут
- Ивана Миличевич — Мила Слазнякова
- Шалом Харлоу — Нефрит
- Сара Мёрдок — Кэнди
- Томико Фрэйзер — Холли
- Чайна Чоу — Лиза
- Тимоти Олифант — Майкл
- Таня Райхерт — Меган
- Таннер — Гамлет
- Джей Бразо — мистер Холлоран / Вадим Струков
- Стэнли Десантис — Альфредо
- Бетти Линд — Полли
- Норма Макмиллан — Глэдис
- Бето Ширкофф — Норин
- Том Шортхаус — мистер Ренкин

## Критика
Фильм вышел 2 февраля 2001 года и получил в основном негативные отзывы, со средним баллом 3,4/10, основанным на 89 отзывах на сайте Rotten Tomatoes. Отзыв на сайте гласит: Фильм «Вверх тормашками» описан критиками как огромный хаос. Сюжет и шутки идиотские, а туалетный юмор беспричинный и скорее грубый, чем смешной  . Роберт К. Элдер из газеты Chicago Tribune писал: "С уязвимостью Джулии Робертс и кукольными глазами, Моника Поттер, безусловно, затмевает Фредди Принца мл., который не сильно отличается здесь от своих прошлых ролей, хотя он все равно обаятелен .
По большинству стандартов фильм был финансово неудачным .